# Campo de concentración de Jerome

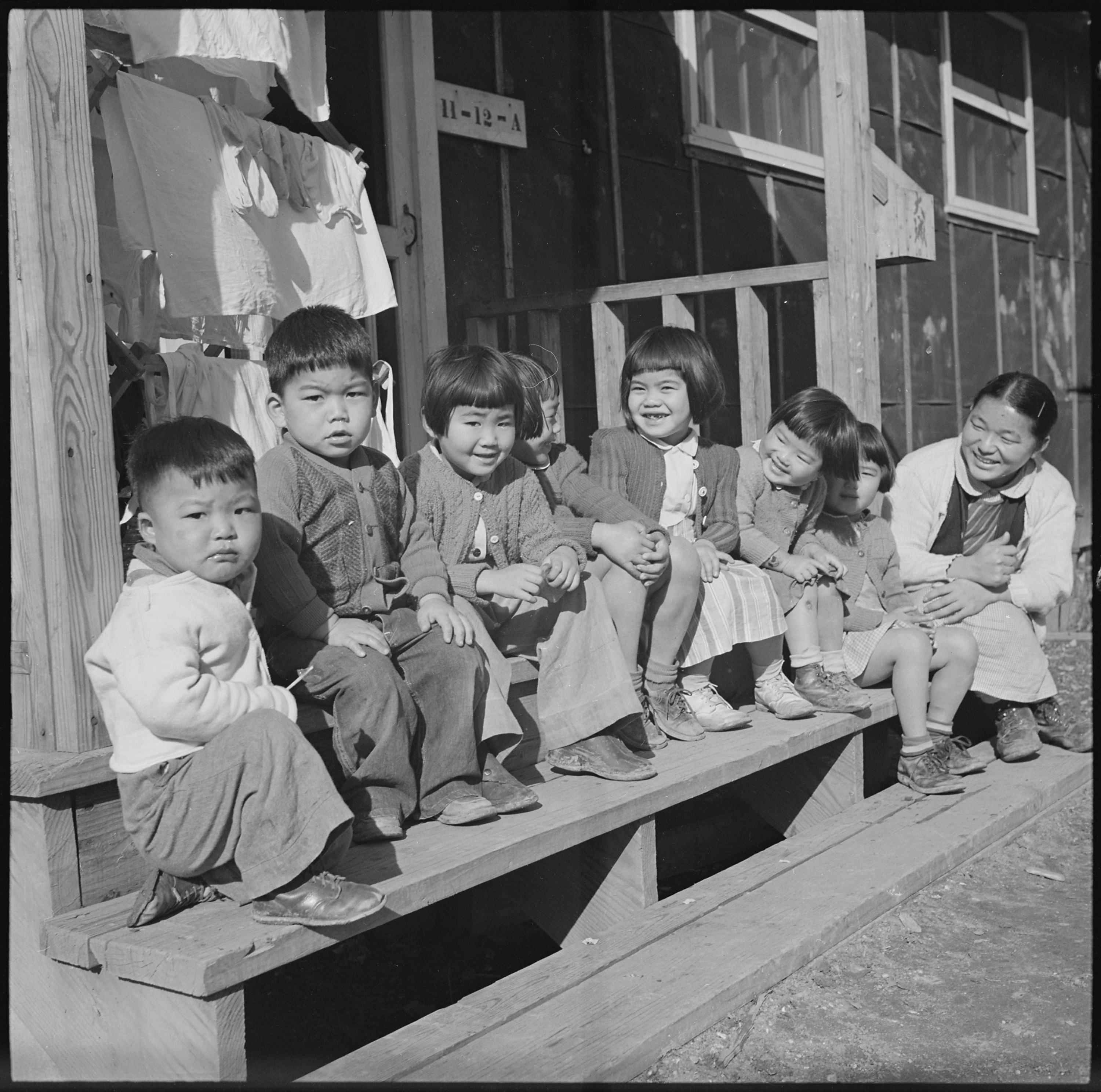
Niños recluidos en el campo de concentración

El Jerome War Relocation Center fue un campo de concentración estadounidense para japoneses ubicado en el sudeste de Arkansas cerca del pueblo de Jerome. 
Abierto en octubre de 1942, funcionó hasta junio de 1944, siendo el último campo de concentración norteamericano en abrir y el primero en cerrarse. Llegó a tener 8.497 prisioneros. 
El 21 de diciembre de 2006 el presidente Bush envió 38 millones de dólares para la restauración del campo.

## Prisioneros notables
- Yuri Kochiyama (1921–2014), activista por los derechos humanos.

## Imágenes

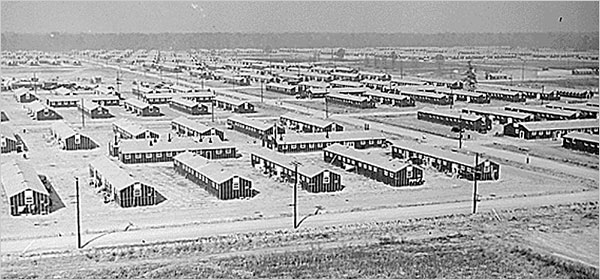
Panorámica
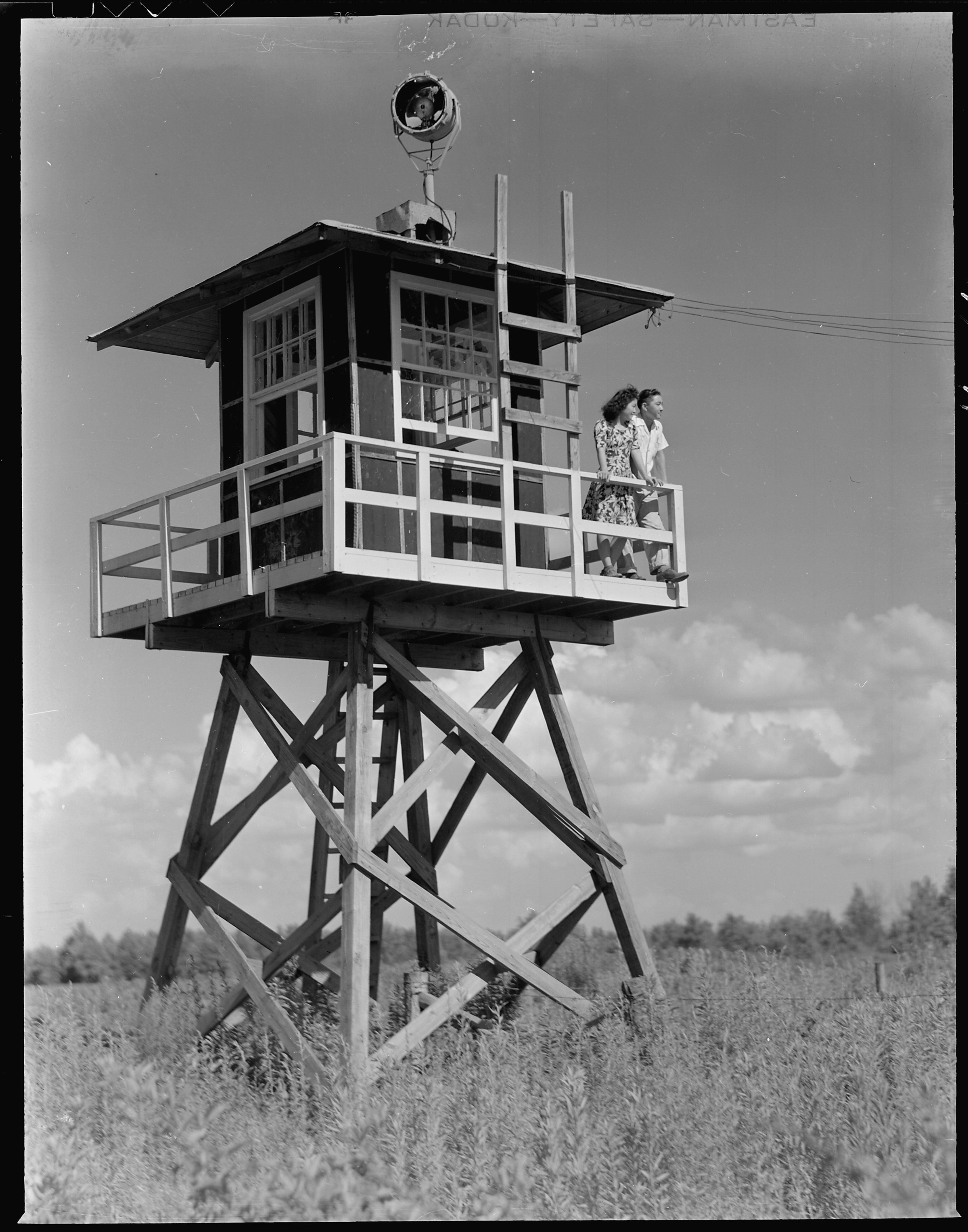
Torre de vigilancia
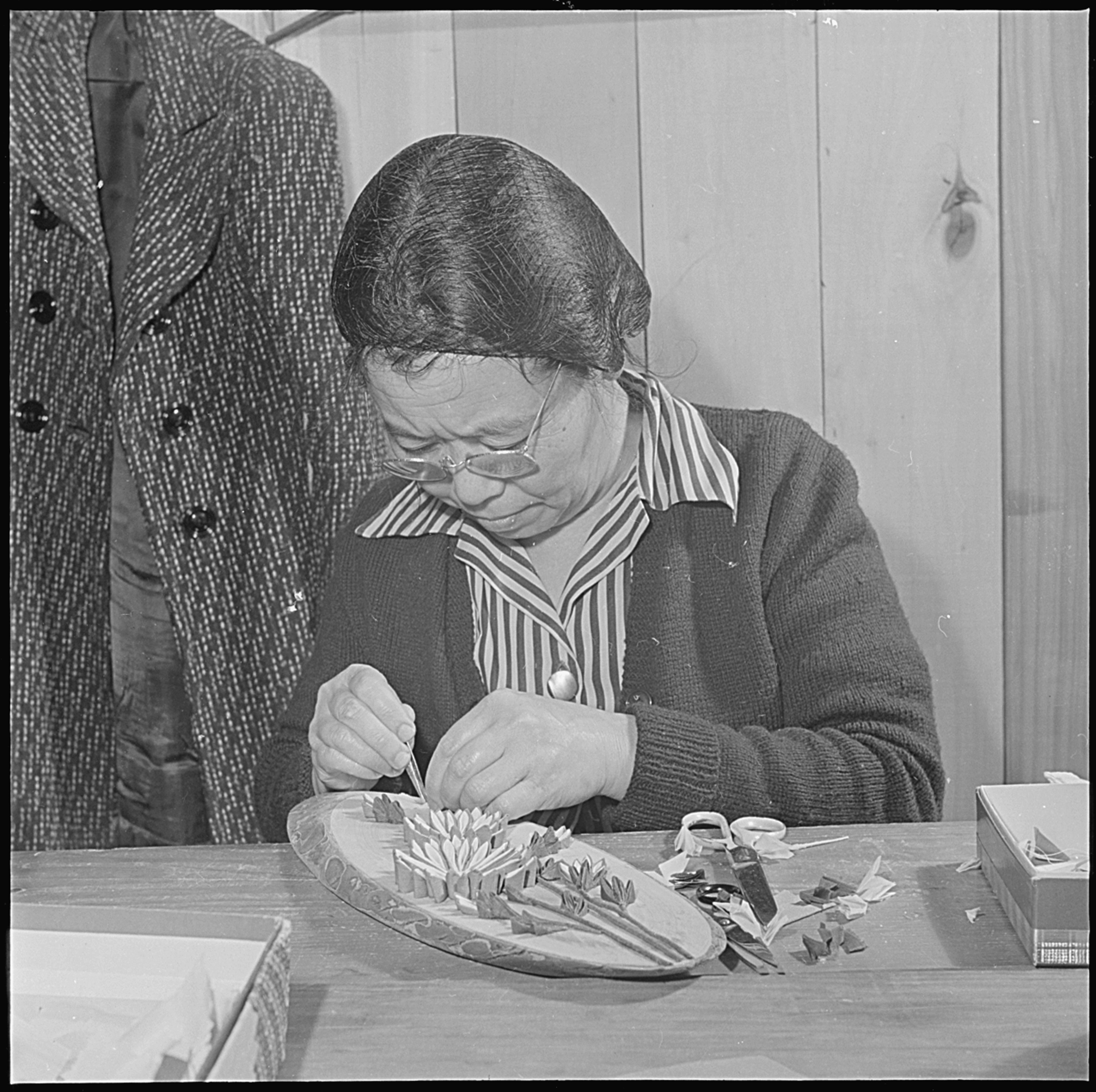
Educación de adultos en prisión.
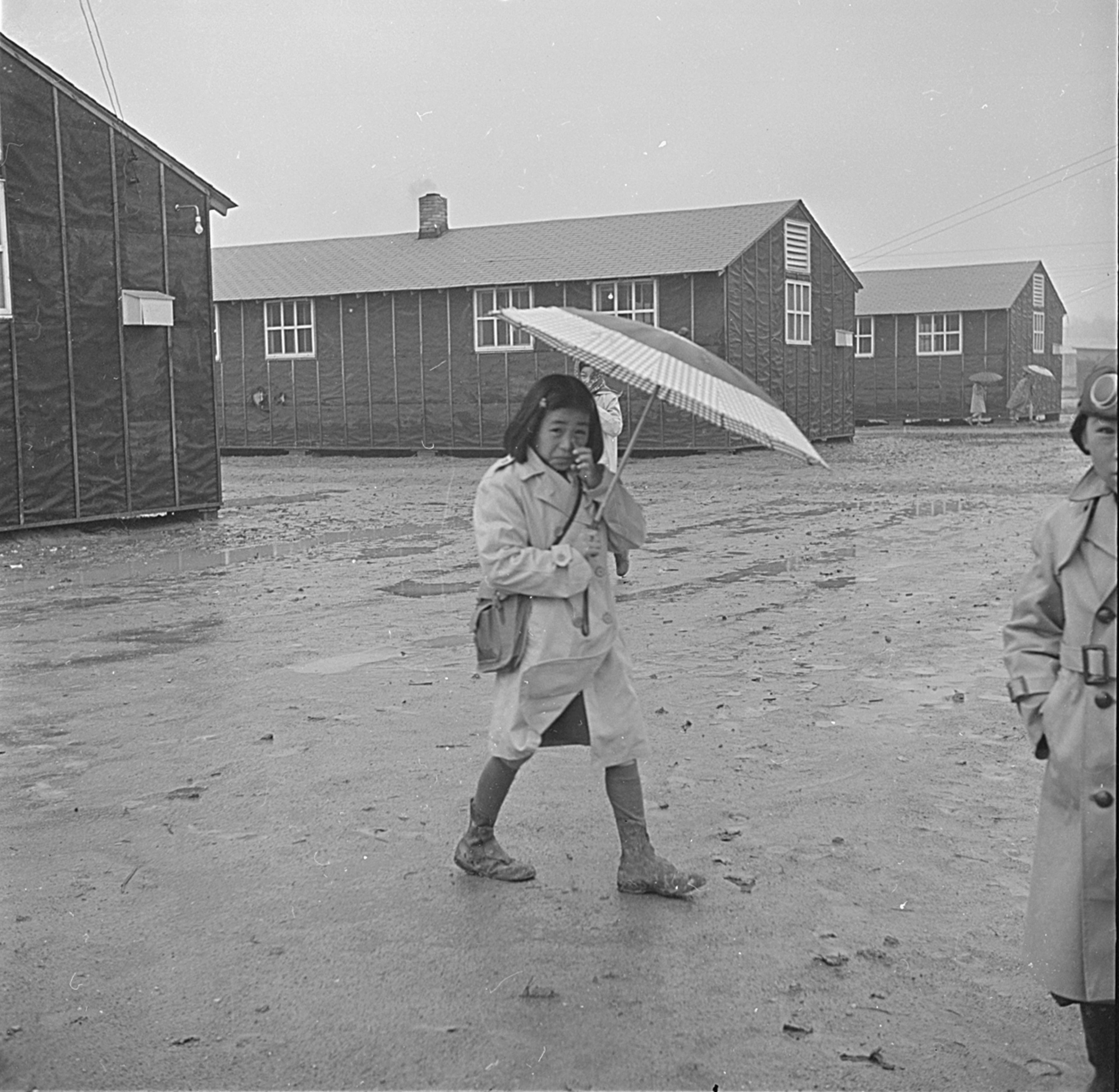

- Datos: Q24837
- Multimedia: Jerome War Relocation Center / Q24837